# 住友生命 Presents 浅田舞のマイYOUNG JAPAN ACTION
『住友生命 Presents 浅田舞のマイYOUNG JAPAN ACTION』（すみともせいめい プレゼンツ あさだまいの マイ ヤングジャパン アクション）は、TBSラジオ制作で、2015年7月6日より2016年3月21日まで、月曜21：00－21：30に生放送されていた浅田舞によるラジオ番組である。

## 概要
番組協賛スポンサーである住友生命保険相互会社では、2014年度から、若者の社会貢献活動を支援するためのキャンペーン「YOUNG JAPAN ACTION 浅田真央×住友生命」 （YJA）をメセナ（企業社会貢献活動）の一環としてスタートさせ、フィギュアスケーター・浅田真央をイメージキャラクター（プロジェクトリーダー）として迎えているが、2015年度はこれに実姉でスポーツ解説者・プロスケーターの浅田舞もスペシャルサポーターとして起用することになり、2015年3月から6月にかけて放送された『住友生命 Presents 浅田真央のにっぽんスマイル』の体裁を引き継ぐ形で、舞がパーソナリティーとして出演することになった。なお、舞は前番組・2015年6月8日（TBSラジオ）放送の第15回においてゲストとして出演している。
番組では前番組と同じように、YJAプロジェクトのキャンペーンに賛同している様々なコミュニティー活動に取り組む若者たちを紹介するほか、2016年10月の国際大会から競技者として復帰することが決まった真央を応援する企画などを予定している。

## 放送日時
- 2015年7月6日より2016年3月21日まで　月曜21：00－21：30　TBSラジオ

当番組は前番組とは異なり、東京首都圏ローカルとなり、他地域へのネットはされなかったが、ポッドキャスト（インターネットラジオ）での配信は、放送終了後に行われていた。

## コーナー構成
基本的な構成は前番組を踏襲している。
- 「Mai's Report」 - 舞のフリートークで、最近の舞自身の近況やこれまでの競技者・プロスケーターとしての経験談などを話す
- 「Mai's ACTION」 - YJAプロジェクトのキャンペーンに応募した地域のボランティア・NPOの法人・団体を舞が取材し、コミュニティー創生に尽力する若者たちを応援する

- ゲスト一覧
  - 第2・3回　武蔵野美術大学・アートサイト岩室温泉2015のプロジェクトチーム（スタジオインタビュー）
  - 第4・5・8回　大学生のロケット開発プロジェクトのサークル「CORE（コアー）」（4・5回は同上、8回は電話インタビュー）
  - 第6回　女子大生リボンムーブメント
  - 第7回　浅田真央（2015年度<第2回>のYJAプロジェクト助成募集開始に寄せて）
  - 第9・10・11・12回　とどろき/よこはま学習塾（東日本大震災被災地から避難する子供たちの学習支援を目的とした大学生の団体　現地取材　このうち、12回は取材後に学習塾の生徒・児童から寄せられた寄せ書きを朗読した）
  - 第13・14・15回　NPO法人 SET(セット)（岩手県陸前高田市・広田町の復興支援を進める団体　スタジオインタビュー）
  - 第16・17・18・19・20回　美ら島プロジェクト365（鹿児島県与論島の環境美化活動に取り組む団体　舞が実際に現地で活動した時の模様を放送。特に第16回の放送は全編を通して与論島ロケで放送された）
  - 第21回　女子の暮らしの研究所（同団体から提供された資料を基に舞が紹介）
  - 第22回　2015年度の「YOUNG JAPAN ACTION浅田真央×住友生命」大賞受賞3団体発表
  - 第26回 「宇部未来会議」（2015年度YJA大賞受賞団体）による、「銀天街」のクリスマスイルミネーション点灯式

- 「Mao Mao Chat」　競技者としての復帰を目指す真央を応援するコーナーで、リスナーから真央に対する激励のメッセージを毎月テーマを決めて募集するとともに、不定期で真央からも近況報告を行う。

- 月別テーマ
  - 7月　真央の競技復帰をどう思うか?
  - 8月　あなたの好きな真央の名言とは?
  - 9月　誕生日を迎える真央へのメッセージ
  - 10月　真央ちゃんに教えたい勝負めし
  - 11月　今シーズンの真央について一言
  - 12月・1月　浅田真央選手におすすめしたい1曲

- 「舞のスケート基礎講座」
  - 第20回から開始。フィギュアスケートの初心者ファンに向けて、自らスケーターでもある舞がその楽しみかたやルール、フィギュアスケートの競技の遍歴などを解説する。

- その他のゲスト
  - 第22・24回　本田武史